# شبيه الكأس
شبيه الكأس (الاسم العلمي: Paracalyx)، جنس نباتات من فصيلة البقولية. يحتوي على النوع الآتي:
- شبيه الكأس البلفوري (Paracalyx balfourii).